# Ebrechtella nigripuncta
Espèce
Ebrechtella nigripuncta est une espèce d'araignées aranéomorphes de la famille des Thomisidae.

## Distribution
Cette espèce est endémique des Moluques en Indonésie,. Elle se rencontre sur Banda Neira.

## Description
Le mâle holotype mesure 3,0 mm et les femelles de 10,1 à 11,0 mm.

## Systématique et taxinomie
Cette espèce a été décrite par Benjamin et Ranasinghe en 2025.

## Publication originale
- Benjamin & Ranasinghe, 2025 : « A review of some species of Ebrechtella Dahl, 1907 (Araneae: Thomisidae) with description of two new species. » ZooNova, vol. 41, p. 1-13.